# ذا سويت لايف أوف زاك أند كودي
ذا سويت لايف أوف زاك أند كودي (بالإنجليزية: The Suite Life of Zack & Cody)‏ هو مسلسل تلفزيوني كوميدي أمريكي من إنتاج داني كاليس وجيم غيوغان. تم بث المسلسل لأول مرة على قناة ديزني في 18 مارس 2005، وشاهده 4 ملايين مشاهد، مما جعله العرض الأكثر نجاحا على قناة ديزني في عام 2005. وكانت أحد أول خمس عروض متاحة في متجر آي تيونز. تم ترشيح المسلسل لجائزة إيمي ثلاث مرات، ورشحت لجائزة اختيار أطفال نكلوديون ثلاث مرات. كان المسلسل أيضا عنصرا أساسيا في محطة أي بي سي كيدز ساترداي مورنينغ قبل إقفالها.
تقع الأحداث في فندق تيبتون في بوسطن وتدور حول زاك وكودي مارتن (ديلان وكول سبراوس)، هما توائم مزعج يعيشان في الفندق. وتشمل الشخصيات الرئيسية الأخرى في السلسلة: لندن تيبتون (بريندا سونغ) وريثة فندق تيبتون، بائعة الحلوى في الفندق والفتاة المكافحة مادلين فيتزباتريك (آشلي تيسدال)، مدير الفندق، السيد موزبي (فيل لويس)، وأم الولدين، ومغنية الملهى الليلي في الفندق، كاري (كيم رودس). هذه السلسلة هي ثالث مسلسلات قناة ديزني أوريجينال والتي بها أكثر من 65 حلقة، بعد ذاتس سو رايفن ودامو ستحيل. وأعيد بثه على ديزني إكس دي وتطبيق ديزني إكس دي واتش. ويعاد عرضه على قناة ديزني.
أنتج مسلسل تتمة من بطولة التوائم سبروس أيضا في دورهما زاك وكودي، بعنوان ذا سويت لايف أو ديك، والذي بث على قناة ديزني من 2008 إلى 2011. وفيلم تلفزيوني مبني على المسلسلين بعنوان ذا سويت لايف موفي، والذي أذاعته قناة ديزني في عام 2011.

## روابط خارجية
- ذا سويت لايف أوف زاك أند كودي على موقع IMDb (الإنجليزية)
- ذا سويت لايف أوف زاك أند كودي على موقع ميتاكريتيك (الإنجليزية)
- ذا سويت لايف أوف زاك أند كودي على موقع روتن توميتوز (الإنجليزية)
- ذا سويت لايف أوف زاك أند كودي على موقع كينوبويسك (الروسية)
- ذا سويت لايف أوف زاك أند كودي على موقع ألو سيني (الفرنسية)
- ذا سويت لايف أوف زاك أند كودي على موقع قاعدة بيانات الفيلم (الإنجليزية)